# Horváth István (súlylökő)
Horváth István (Kisrada 1910, július 12. – Keszthely, 1976. július 15.) magyar súlylökő és diszkoszvető atléta, 1936. évi magyar súlylökő bajnok, 1936. évi berlini olimpikon, matematika-kémia tanár, iskolaigazgató.[forrás?]

## Sportpályafutása
Középiskolásként 1928-ban a Zalaegerszegi m. kir. Deák Ferenc reálgimnázium "Deák Ferenc" sportkörében kezdett atletizálni, ahol minden kipróbált atlétikai versenyszámban kiválót nyújtott. Ezt követően 1929-ben a KISOK (Középfokú Iskolák Sportköreinek Országos Központja) színeiben hozta kiemelkedő eredményeit. Felfigyeltek tehetségére és még az évben leigazolt a MOVE ZSE-be (Magyar Országos Véderő Egylet Zalaegerszegi Sport Egyesület) és az országos ifjúsági bajnokság összes elindult számában bajnok lett (100m, 200m, súly, diszkosz). 1931. augusztus 2-án 14,21 m dobásával a második helyet szerezte meg Darányi dr. MAC győztes /14,49m/ mögött. Az 1931. augusztus 15-16-án MASZ által rendezett bajnokságon 14,82 m dobásával a második helyre került a magyar súlydobók ranglistáján. 
1933. év őszén kérelmezte átigazolását a MAC-ba (Magyar Athletikai Club) 1934-ben, és 1935-ben ismét a második helyen végzett az országos bajnokságban. Ezután Somfai Elemér vette át az edzésirányítását 1934 júliusától. Megjött az eredménye. 1935. augusztus 20-án a MASZ (Magyar Atlétikai Szövetség) által rendezett versenyen 15,16 m egyéni rekordjával nyerte a súlylökést. A XI. olimpiász kezdete előtt 1936. június 5-én rendezték a kétnapos országos, magyar atlétikai bajnokságot, melyet új egyéni csúcsával, 15,20 m dobásával nyert. Ezzel az eredményével az 1936. év magyar súlydobó bajnoka. Kimagasló eredményei feljogosítják az olimpiai részvételre, ahol a XI. Berlini Olimpiai magyar küldöttségének atlétikai csapatát erősíti. A verseny a nyitóünnepség másnapján nehéz időjárási körülmények között zajlik, ezért is a 14. helyen végez. 1937-ben fejezi be a versenyzést és az aktív sportolást. A magyar nemzeti atlétikai válogatottnak kilenc alkalommal volt tagja hazáját képviselve külhonban. Pályafutásának elismeréséül a Magyar Atlétikai Szövetség emlékéremmel jutalmazta meg.

## Tanulmányok, magánélet
Elemi iskoláit kántortanító édesapja felügyelete alatt falujában (Kisrada) végezte. A gimnáziumi éveket a Keszthelyi Premontrei Reálimnáziumban, a Zalaegerszegi állami Deák Ferenc Reálgimnáziumban, majd a VIII. osztályt a budapesti X. ker. állami Szent László Reálgimnáziumban töltötte. Érettségi oklevelét is Budapesten állították ki 1931. június 6-án. Ezután a Pécsi Püspöki Római Katholikus Tanítóképző Intézet tanulója lett az 1932. évfolyamtól, megfelelő mennyiségű sportolási, versenyzési lehetőség biztosítása mellett. 
1936. május 25-én kapta kézhez Tanítóképző-intézeti bizonyítványát, amit egy hónapra rá, 1936. június 18-án, a „Kántori Oklevél” követ (közvetlenül a berlini olimpia kezdete előtt). Első beosztását 1937. január 9-én kapta meg, mint tanító a Budapest XII. kerületi Diana utcai általános iskolában, ahol 1944 áprilisáig működik. 1944 közepén, mint atlétikai szaktanárt katonai szolgálatra vezénylik a Központi Testnevelési Intézethez. Az iskola a front közeledtével rendezetten nyugatra távozik és amerikai fogságba esik Franciaországban, ahonnét csak 1944 októberében szabadul.
Előbb régi munkahelyére megy vissza, majd 1950 szeptemberében igazgatói kinevezést kap a XII. kerületi Városmajor utcai leányiskolába. Az Apáczai Csere János Pedagógiai Főiskolán 1955-ben szerez matematika-kémia szakon szaktanári képesítést. 1965-ben visszatér régi munkahelyére a Diana utcai iskolába igazgatóként és egészen 1967 végéig vezeti azt. Egy tragikus baleset következményeként súlyos törés és későbbi bénulás nehezíti hosszú éveken keresztül az életét, minden lelki erejét és fizikai képességét igénybe véve küzd az elhatalmasodó betegséggel egészen 1976-ban bekövetkezett haláláig.

## Eredményei
- A XI. Berlini Olimpia résztvevője súlylökésben (1936)
- Országos Magyar Bajnok (1936)
- Országos Magyar Bajnokság ezüstérmese (1931, 1933, 1934, 1935, 1937-ben)
- Kilenc alkalommal szerepelt a magyar válogatottban 1934 és 1937 között